# Maître au feuillage en broderie
Le Maître au feuillage en broderie est un peintre anonyme flamand, ou un groupe de peintres, actif entre 1480 et 1510 à Bruges et à Bruxelles. 

## Style
Le nom Maître au feuillage en broderie est donné par l'historien d'art Max Jakob Friedländer en 1926, lorsqu'il attribue à un même auteur un ensemble de cinq peintures de Vierge à l'enfant dans un paysage. Toutes se caractérisent par des poses identiques et par un traitement particulier des feuillages qu'il assimile à une juxtaposition de points de broderie. Ces œuvres reprennent également des éléments qui semblent empruntés aux travaux de Rogier van der Weyden et de Hans Memling. Depuis, le nombre des attributions s'est élargi et certains historiens ont avancé l'hypothèse de la collaboration du maître avec d'autres artistes ou d'une constellation de peintres s'empruntant des techniques et collaborant occasionnellement.

## Œuvres attribuées

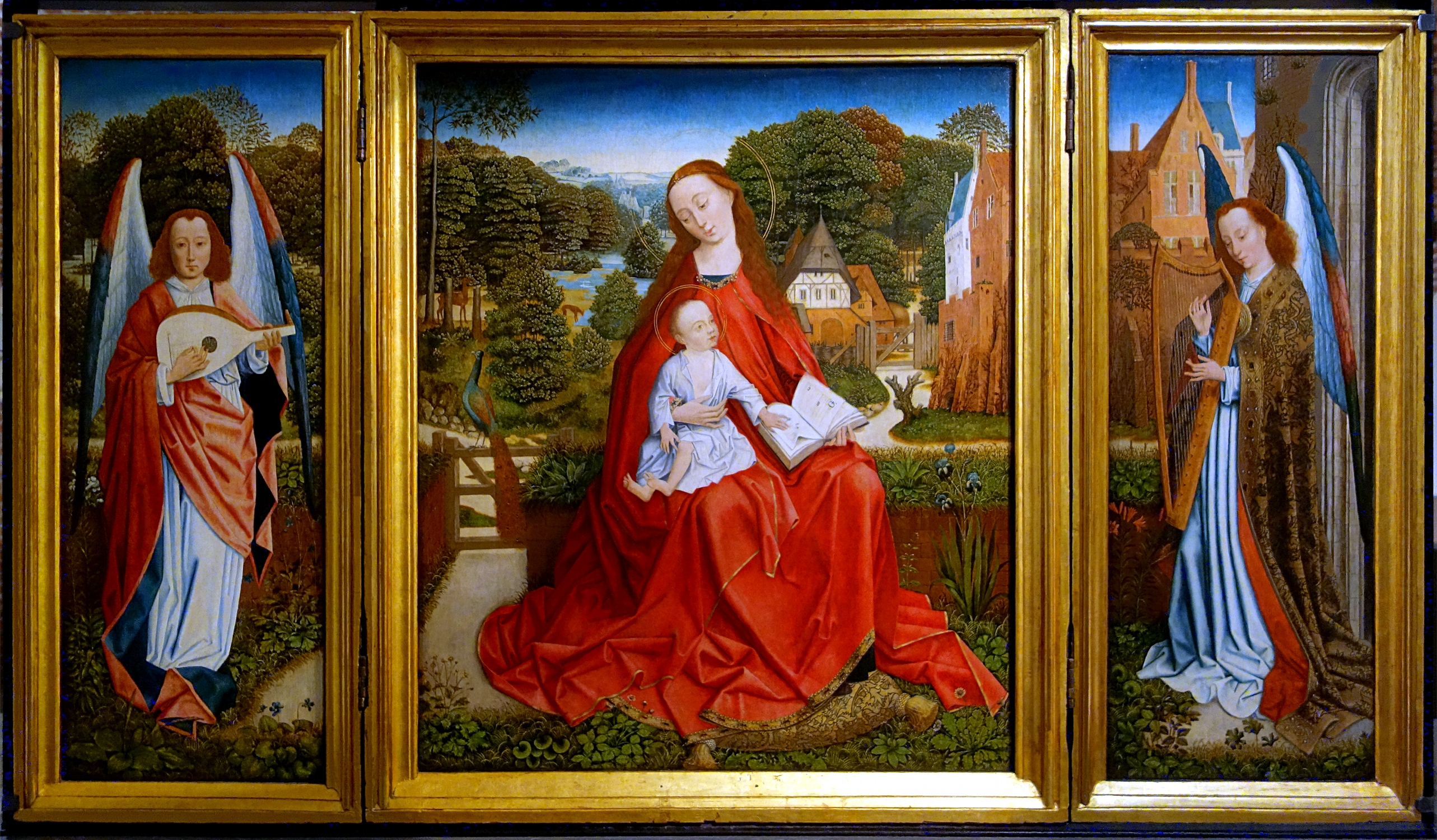
Triptyque de la Vierge à l'enfant entourée d'anges musiciens, Palais des beaux-arts de Lille

- Vierge à l'enfant entourée d'anges musiciens, Palais des beaux-arts de Lille
- Vierge en majesté entourée d'anges, musée du Louvre, Paris
- Sainte Barbe, musée Boijmans Van Beuningen, Rotterdam
- Vierge à l'enfant dans un paysage, Minneapolis Institute of Arts, Minneapolis
- Vierge à l'enfant couronnée d'anges, Groeningemuseum, Bruges
- Vierge à l'enfant dans un paysage, Philadelphia Museum of Art, Philadelphie
- Vierge à l'enfant dans un paysage, Clark Art Institute, Williamstown (Massachusetts)
- Vierge à l'enfant dans un paysage (del Bello País), Cathédrale Sainte-Marie de Burgos.

La Vierge à l'enfant dans un paysage du Minneapolis Institute of Arts est aussi attribuée, selon des travaux récents, à Aert van den Bossche, peintre flamand actif à Bruxelles et à Bruges à la même époque.